# Aida (opera)
 For alternative betydninger, se Aida. (Se også artikler, som begynder med Aida)
Aida er en opera af Giuseppe Verdi, komponeret i 1871. Handlingen udspiller sig i Egypten på de første faraoners tid.
Egypten og Etiopien er i krig. Aida (etiopisk prinsesse og slave hos Amneris, en egyptisk prinsesse) og Radames (officer i den egyptiske hær) forelsker sig i hinanden. Radames kommer uforvarende til at afsløre militære hemmeligheder for Aidas far, kongen af Etiopien. Radames bliver grebet i forræderiet og dømt til døden. Amneris tilbyder Radames at slippe for dødsstraf hvis han afsværger sin kærlighed til Aida, men det nægter han, og det hele ender grumt med at Aida og Radames bliver efterladt til at dø i en krypt. 
Operaen indeholder egyptiske ritualer og påkaldelser af Ptah og Isis.
Blev uropført i Cairo d. 24. december 1871. Verdi skulle skrive en hymne til åbningen af Suez-kanalen i 1869, men ikke en opera. Han komponerede senere Aida.
Aida opførtes i den nybyggede opera i København den 26. januar 2005 som den første opera i fuld længde.

## Andre versioner
Aidas "Triumfmarch" (Marcia Trionfale / The Triumphal March) synges i fodboldstadioner i Europa.

## Note
1. ↑  Eksempel: Aida - Triumphal March, Seoul Phil Orchestra (14th  May 2011. Seoul Plaza Open Concert Hall, Seoul Korea)